# Bosta (Baranya)
Bosta es un pueblo ubicado en el distrito de Pécs, en el condado de Baranya, Hungría.

## Superficie
Posee una superficie de 5,950 kilómetros cuadrados.

## Demografía
Hasta 2019 la población era de 128 habitantes, con una densidad de población de 21,51 habitantes por kilómetro cuadrado.